# Kaitlin Sandeno
Kaitlin Sandeno (Estados Unidos, 13 de marzo de 1983) es una nadadora estadounidense especializada en pruebas de estilo libre, donde consiguió ser medallista de bronce olímpica en 2004 en los 400 metros.

## Carrera deportiva
En los Juegos Olímpicos de Atenas 2004 ganó la medalla de bronce en los 400 metros estilo libre, con un tiempo de 4:06.19 segundos, tras la francesa Laure Manaudou y la polaca Otylia Jędrzejczak. También ganó el oro en los relevos de 4x200 metros estilo libre, con un tiempo de 7:53.42 segundos que fue récord del mundo, por delante de China y Alemania.